# 手取温泉駅
手取温泉駅（てどりおんせんえき）は、石川県石川郡鳥越村字上野（かみの、現在の白山市上野町）にかつてあった北陸鉄道金名線の駅（廃駅）である。

## 概要
設置当初は、上野駅（かみのえき）と称した。のちに手取温泉・手取遊園（後述）が付近に設置され、湯治客や親子連れで賑わった。洋館風の造りの駅舎を持っていた。

## 歴史
- 1926年（大正15年）2月1日：金名鉄道の駅、上野駅として開業。
- 1943年（昭和18年）10月13日：金名鉄道が合併されたことにより、北陸鉄道金名線の駅となる。
- 1953年（昭和28年）：手取温泉開湯。
- 1955年（昭和30年）8月15日：手取遊園駅（てどりゆうえんえき）に改称[2]。
- 1955年（昭和30年）9月15日：手取遊園開園。
- 1965年（昭和40年、改称日不詳）：手取温泉駅に改称[2]。
- 1970年（昭和45年）3月31日：手取遊園閉園。
- 1983年（昭和58年）10月31日：豪雨による大日川橋梁の橋脚周囲の岩盤崩壊により、大日川 - 白山下間が休止、それにより当駅も休止。
- 1984年（昭和59年）
  - 3月11日：復旧により営業を再開。
  - 12月12日：手取川橋梁が危険な状態となったことにより、加賀一の宮 - 白山下間の金名線全線が休止、それにより当駅も休止。
- 1987年（昭和62年）4月29日：金名線は営業再開することなく全線廃止、それにより廃駅。

## 駅構造
1面1線のホームを有した地上駅であった。

## 利用状況
1984年（昭和59年）当時の乗降客数は一日平均254人であった。これは、金名線内の各駅の中で最も多い数である。

## 近隣施設

### 手取温泉
天正年間に鳥越城主が愛用した湯治場という伝説がある。1950年（昭和25年）に鳥越・河内・吉野谷の3村の有志が開発を始め、1953年に試掘。
泉質は含石膏芒硝泉。泉温は23.5度で加温を要する。
手取遊園の開園に伴い浴客が増加したため、1957年（昭和32年）に中宮温泉・岩間温泉と合わせて、『白山温泉郷』の一部として国民保養温泉地に指定する運動を起こし、1961年に厚生省の指定を受けた。
当時は村営の国民宿舎「手取温泉センター・城山閣」をはじめ3軒の旅館があった。現在はバードハミング鳥越のみが営業している。

### 手取遊園
北陸鉄道が金名線の乗客増を目的に建設した遊園地である。降雪のため営業期間は4月から11月だった。なお、「手取遊園地」とも呼ばれるが、誤りである。
1955年（昭和30年）9月15日開業。『楽しい科学のりもの』と称した大型遊具が人気を集めた。しかし、開業以来施設の整備拡充に力を入れなかったこと、昭和30年代に入り金沢などで類似遊戯施設が開業したことなどにより経営不振に陥った。1965年（昭和40年）に北陸交通社が買収し営業を続けたが、自動車での来園者が増加し収入が激減したこともありますます経営状況が悪化、1971年（昭和45年）3月31日をもって営業を廃止した。
跡地には、1992年に村営の温泉リゾート施設『バードハミング鳥越』が建設された。
園内の主な遊戯施設
- 子供電車『探検号』
  - 電気機関車に客車3両、定員40名、一周220 m
- ムーンロケット
  - 月をかたどった直径7 mの半球を巡って4基のロケットが猛スピードで走るというもの
- 観覧車
  - 高さ10 mで手取峡谷の景観を一望することができた
- アースウェイブ
  - 1957年設置。直径10 mの球形で、1分間に5回転するとともに、1回転につき上下4回揺れる

など

## 隣の駅
北陸鉄道
金名線
下野駅 - 手取温泉駅 - 釜清水駅